# Trattenbach
Trattenbach è un comune austriaco di 550 abitanti nel distretto di Neunkirchen, in Bassa Austria. Tra il 1971 e il 1985 è stato accorpato al comune di Otterthal.